# Pitteddhre

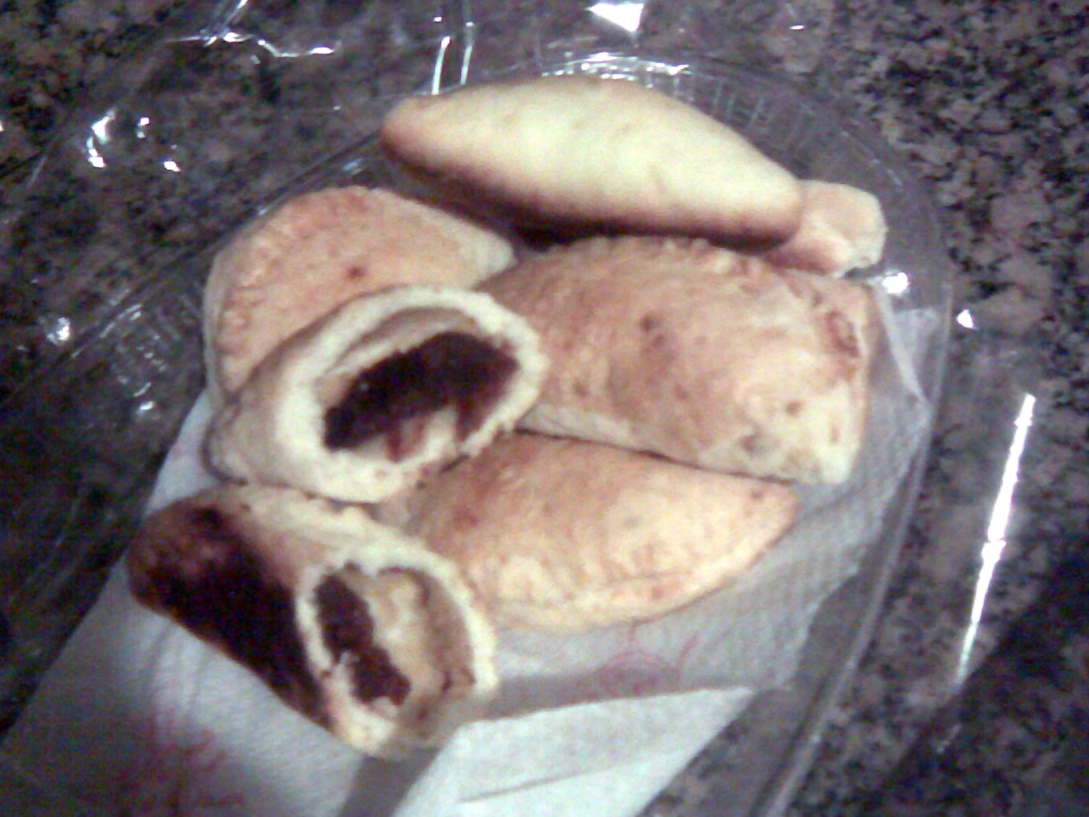
Chinuliddhre con melecotogne

Le pitteddhre sono dolcetti pugliesi tradizionalmente preparati per le feste natalizie nella zona di Lecce.
Le pitteddhre sono dolci simili a crostatine, dalla forma di piccolo vassoio dai bordi rialzati, guarnite con confettura d'uva preparata con uva locale di varietà negroamaro addolcita con mela cotogna che localmente prende il nome di mostarda, oppure mezzelune di pastafrolla, il cui ripieno può essere la stessa mostarda oppure, secondo altre fonti , ricotta e miele mentre sulla superficie sono cosparse da sciroppo detto cottu che viene preparato all'epoca della vendemmia con il mosto e la mela cotogna.